# 马建 (政治人物)
马建（1956年9月—），男，江西人，中华人民共和国政治人物，前中华人民共和国国家安全部副部长。

## 生平

### 仕途
1985年毕业于西南政法学院，长期在中国国家安全系统工作。在国安系统中，他先后担任副处长、处长、副局长、局长、部长助理等职。曾领导国安部第十局（对外保防侦察局），负责监控驻外机构人员及留学生，侦查境外反动组织活动。2006年出任国家安全部副部长。此外，他还是中国法学会副会长、第十二届全国政协委员。
担任国安部副部长期间，马建曾与时任北京市公安局国内保卫总队队长张越联手，动用公检法和安全部门的力量，加上戴相龙女婿车峰的暗中助力，最终帮助盘古大观实际拥有者、政泉控股实际控制人郭文贵（郭最早通过原公安部一局副局长林强认识张越）低价收购民族证券。

### 落马
据香港《南华早报》报道，马建于2015年1月遭到“双规”。1月16日中午，中央纪委监察部网站确认，国家安全部副部长、党委委员马建涉嫌严重违纪违法，目前正接受组织调查。2015年3月，北京多家媒体报道称马建是因与商人郭文贵勾结而犯事。
2016年12月30日，中央纪委监察部网站发布消息：国家安全部原党委委员、副部长马建严重违纪，经中央纪委常委会议审议并报中共中央批准，决定给予马建开除党籍处分；由监察部报国务院批准，给予其开除公职处分；收缴其违纪所得；将其涉嫌犯罪问题、线索及所涉款物移送司法机关依法处理。
控罪指，马建于1999至2014年担任多项公职期间，利用职权和职务上的的便利，与潜逃美国的中国富商郭文贵合谋，为他人提供帮助，非法收受1.09亿余元人民币的财物；以威胁等手段多次强迫他人转让公司股份等，并在非法获取内幕信息后，指使亲属透过买卖证券股票，获利共约4929万元人民币。马建也是国安系统首名落马官员。
据党媒报道，马建有6名情妇和两个私生子，其中两名情妇为安全系统官员。郭文贵对于这个报道给予否认。
2015年2月25日，全国政协第二十五次主席会议审议通过了撤销马建政协第十二届全国委员会委员资格的决定，并提请全国政协十二届常委会第九次会议追认。2月28日，政协十二届全国委员会常务委员会第九次会议追认政协第十二届全国委员会第二十五次主席会议分别作出的关于撤销马建政协第十二届全国委员会委员资格的决定。
2016年12月，经中共中央批准，中共中央纪委对国家安全部原党委委员、副部长马建严重违纪问题进行了立案审查。由监察部报国务院批准，给予其开除公职处分；收缴其违纪所得。
将其涉嫌犯罪问题、线索及所涉款物移送司法机关依法处理。经中共中央批准，中共中央纪委对国家安全部原党委委员、副部长马建严重违纪问题进行了立案审查。2017年2月，最高人民检察院经审查决定，依法对国家安全部原党委委员、副部长马建以涉嫌受贿罪立案侦查并采取强制措施。
2018年12月27日，辽宁省大连市中级人民法院一审公开宣判马建受贿、强迫交易、内幕交易案，对被告人马建以受贿罪判处无期徒刑，剥夺政治权利终身，并处没收个人全部财产；以强迫交易罪判处有期徒刑四年，并处罚金人民币五十万元；以内幕交易罪判处有期徒刑五年，并处罚金人民币五千万元，决定执行无期徒刑，剥夺政治权利终身，并处没收个人全部财产。对马建受贿所得财物及其孳息和内幕交易违法所得予以追缴，上缴国库。马建在庭上表示服从判决，不上诉。但审理法院称由于该案件涉及国家秘密，所以不作公开审理。
鉴于马建案的犯罪事实、证据涉及国家秘密，大连市中级人民法院于2018年8月16日依法对该案进行了不公开开庭审理。经审理查明：1999年至2014年，被告人马建利用担任国家安全部副部长等职务上的便利以及职权形成的便利条件，为郭文贵（在逃）及其实际控制的北京政泉置业有限公司（后更名为北京政泉控股有限公司）等单位和个人，在公司经营等事项上提供帮助，直接或者通过其亲属非法收受财物共计折合人民币1.09亿余元。2008年至2014年，被告人马建与郭文贵共谋，分别指派人员采取威胁等手段，多次强迫他人转让公司股份、放弃优先购买权及退出特定的经营活动，实现政泉公司控股中国民族证券有限责任公司。2013年，被告人马建非法获取方正证券股份有限公司与民族证券重大资产重组的内幕信息后，指使其亲属购买方正证券股票，后卖出获利共计4929万余元。
大连市中级人民法院认为，被告人马建的行为构成受贿罪、强迫交易罪和内幕交易罪。被告人马建受贿数额特别巨大，并使国家和人民利益遭受特别重大损失，严重侵害了国家工作人员职务行为的廉洁性；帮助郭文贵实际控制的公司强迫交易，情节特别严重，影响特别恶劣；利用非法获取的内幕信息从事证券交易，情节特别严重，均应依法惩处。鉴于马建到案后能够如实供述罪行，主动交代办案机关尚未掌握的大部分受贿犯罪事实；认罪悔罪，积极退赃，受贿赃款赃物及内幕交易违法所得已全部追缴，具有法定、酌定从轻处罚情节，依法可以对其从轻处罚。法庭遂作出上述判决。
被告人马建的近亲属、人大代表、政协委员、新闻记者及各界群众50余人旁听了公开宣判庭审。